# Anton Salmson (1831–1908)
Anton Salmson, född 21 oktober 1831 i Stockholm, död där 12 mars 1908, var en svensk hovgravör.

## Biografi
Anton Salmson var son till hovgravören Abraham Salmson och Rachel Jacobsson, gift med Therese Eugenia Lundmark och tillhörde konstnärssläkten Salmson, där förutom anfäderna och bröderna även kusinerna Hugo Salmson, Pehr Henrik Lundgren och Lea Ahlborn ingick. Salmson var far till operasångaren, skådespelaren och teaterdirektören Anton Salmson. Han studerade vid Konstakademien 1849–1855.
Bland hans arbeten märks medaljer för Uppsala läns hushållningssällskap, Västmanlands hushållningssällskap och en medalj för industriutställningen i Bogotá 1875.
Makarna Salmson är begravda på Norra begravningsplatsen utanför Stockholm.